# Cosmo Sheldrake

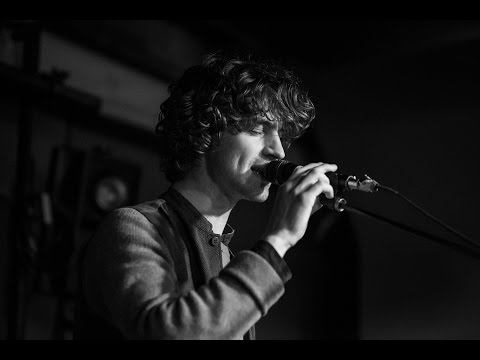
Cosmo Sheldrake bei einem Konzert in New York City, 2015.

Cosmo Christopher Sheldrake (* 16. Dezember 1989 Hampstead (London)) ist ein britischer Musiker, Multiinstrumentalist, Musiklehrer, Komponist und Musikproduzent.

## Leben
Cosmo Sheldrake ist ein Sohn des Parapsychologen, Autors und Biologen Rupert Sheldrake und der Gesangslehrerin und Therapeutin für Familienaufstellung Jill Purce. Sein Bruder ist der studierte Biologe und Mykologe Merlin Sheldrake.
Im Alter von 15 Jahren begann Sheldrake, eigene Musik zu machen. In der Arte-Dokumentation „Soundhunters“ von Beryl Koltz beschreibt er, dass ihm der Impuls dazu kam, während er auf einem Hügel liegend, hintereinander die Geräusche einer Lerche und das Muhen eines Hausrinds hörte. Er beschreibt, dass das für ihn wie Drum and Bass klang. Mit einem kurz darauf gekauften mobilen Audiorekorder begann er, konkrete Geräusche aufzunehmen und diese für seine Musik zu verwenden. Laut eigenen Angaben interessieren ihn Töne aufgrund ihrer Textur, welche immer mit dem Entstehungskontext verbunden seien. Daher ist für ihn die aus Geräuschen entstandene Musik auch eine Art Tagebuch.
Der Entstehungsprozess eines neuen Songs wird von ihm so beschrieben, dass er zunächst Geräusche seiner Umgebung aufnimmt und in einen Sampler lädt. Dort wird dieser Sound mit anderen kombiniert und dann eher zufällig geschnitten. Das inspiriere ihn zu neuen Beats und rhythmischen Ideen. Er beschreibt seine Stücke als Collagen aus unterschiedlichen kleinen Fragmenten, die unterschiedlich angepasst und zusammengefügt werden können. Dabei interessieren ihn vor allem Klänge, die „eine ganze Geschichte erzählen“. Er betont, dass seine Musik sich nicht einem bestimmten Genre zuordnen lasse, da er die Idee des Genres in Zeiten, in denen er auf Geräusche und Einflüsse aus aller Welt zurückgreifen könne, als überholt ansieht.
Neben konkreten Geräuschen finden sich in seinen Stücken oft seine eigene oder fremde Stimmen, sowie Instrumente wie Klavier, Banjo, Kontrabass, Schlagzeug, Didgeridoo, Tin Whistle oder ein Sousaphon. Für die Komposition verwendet er zudem eine Loop Station.
Sheldrake war Vorgruppe der Indie-Musiker Johnny Flynn und Bombay Bicycle Club. Bei einem Talk im TEDx-Format in der Toynbee Hall im Londoner Viertel Whitechapel kreierte Sheldrake live Songs aus Vogel- und Sonnengeräuschen.
Er lebt in Brighton und London und leitet in Brighton einen Chor.

## Werk
Die erste eigenständige Veröffentlichung war 2014 die Single „The Moss“, in der Sheldrake Texte des englischen Dichters und Mystikers William Blake verwendet.
Sheldrake veröffentlichte 2015 die beiden Singles „Tardigrade Song“ und „Rich“, letztere hatte ihre Radiopremiere in der Radioshow von Zane Lowe auf BBC 1. Später im Jahr wurden diese Singles auf der EP „Pelicans We“ zusammen mit dem titelgebenden Song „Pelicans We“ und „The Fly“ veröffentlicht.

### The Much Much How How And I (2018)
2017 folgten eine Reihe von Singles, die 2018 mit anderen Titeln als erstes Album unter dem Titel „The Much Much How How And I“ veröffentlicht wurden. Das von Matthew Herbert produzierte Album, welches in Österreich in die Charts einziehen konnte, erhielt überwiegend positive Besprechungen. Die Rezensenten hoben insbesondere Sheldrakes ungewöhnlichen Musikstil hervor. Für den Musikexpress rezensierte Julia Lorenz, dass das Album mit „kinotauglichen Bilder[n]“ und Songs, die „offenbar im gleichen fantastischen Paradies wie Björks aktuelle Platte UTOPIA aufgenommen“ wurden, insgesamt „[m]anieriert und hübsch“ klängen. Sven Kabelitz urteilte für Laut.de, das Album sei ein „liebenswertes und vor Kreativität strotzendes Debüt“ und schließt: „Ein einzigartiges Album, das vor Eindrücken nur so überquillt.“
Für die französische Zeitung Libération urteilt Gilles Renault:

« Un capiteux florilège, éclos avant l'été, où les instruments à bois et les cuivres filent le parfait amour avec un entrelacs inouï de sons samplés – faune subaquatique, chants d'oiseaux, chuchotis de rivière, ambiances de marchés, roulement d'escalator, bruits de marteau-piqueur ou de pièce de monnaie tombant sur le sol… - récoltés avec un simple enregistreur, utilisé telle une baguette de sourcier. »

„Eine berauschende Anthologie, ausgebrütet vor dem Sommer, in der Holz- und Blechblasinstrumente die perfekte Verbindung mit einer unglaublichen Verflechtung von gesampelten Klängen eingehen – Unterwasserfauna, Vogelgesang, Flussgeflüster, Marktatmosphäre, Rolltreppenrollen, Geräusche von Presslufthämmern oder zu Boden fallenden Münzen – gesammelt mit einem einfachen Rekorder, der wie eine Wünschelrute benutzt wird.“

Der Song „Come Along“ wurde in einem Werbespot von Apple genutzt, was dazu führte, dass er sich zum Streaming-Hit entwickelte.

### Wake Up Calls (2020)
Im Rahmen der Bewegungseinschränkungen während der COVID-19-Pandemie im Vereinigten Königreich zeichnete Sheldrake Vogelgesang auf und konstruierte aus den daraus gewonnenen Samples das Album „Wake Up Calls“. Das Album folgt in seiner Song-Reihenfolge (ähnlich einer Vogeluhr) der Singreihenfolge von Vögeln in der Natur. Es beginnt mit dem Gesang der Nachtschwalben, auf den die Nachtigall folgt und danach Lerche, Kuckuck, Sumpfrohrsänger, Heckenbraunelle, Rohrdommel, Misteldrossel, erneut die Nachtigall und zum Abschluss die Eule. Dazwischen befinden sich einzelne Songs, die keinem einzelnen bestimmten Vogel zuzuordnen, sondern als „Abend-Chor“ oder eine Bearbeitung der Benjamin-Britten-Version von „Cuckoo, cuckoo, what do you do?“ zu verstehen sind. Sheldrake sagt dazu: „Es ist eine Kollaboration, nur ohne die ausdrückliche Zustimmung der Vögel.“ Sheldrake versucht mit dem Album, u. a. durch Einbeziehung von Vögeln, die auf der roten Liste gefährdeter Arten stehen, auf die Wichtigkeit der Tiere in unserem Leben hinzuweisen. Die Journalistin Phoebe Weston urteilt für den britischen Guardian: „Das Album ist eine Zelebration des Klangs, aber auch eine Warnung vor der Schönheit, die wir verlieren.“

### Eye to the Ear (2024)
Sheldrakes drittes Album, „Eye to the Ear“ wurde am 12. April 2024 veröffentlicht. Auf dem Album arbeitet Sheldrake erneut mit Field Recordings, aber auch klassischen Instrumenten, Beats und Loops. In der Kritik wurde dieses Album gemischt, allerdings überwiegend positiv aufgenommen. Für Musikexpress urteilt Nina Töllner, dass Cosmo Sheldrake mit einer vielseitigen Mischung aus Naturklängen, elektronischen Elementen und instrumentaler Vielfalt eine faszinierende Klanglandschaft erschaffe, auch wenn einige Stücke einen Bruch mit seiner früheren orchestralen Leichtigkeit zeigten. Das wirke „inmitten des Patchwork-Wahnsinns eines Cosmo Sheldrake beinahe erfrischend“. Für den MusikBlog schreibt Daniel Thomas, dass Sheldrake mit dem Album „nicht zwangsläufig gefallen, sehr wohl aber auffallen“ möchte. Einige der Titel seien zu schrullig für den Massengeschmack, jedoch lägen zwischen „allerhand Unerhörtem“ „fabelhafte Hörerlebnisse“.